# Англосакси
Англоса́кси — загальна назва германських племен: англів, саксів, до яких примкнули також юти, фризи та низові франки (нім. Niederfranken), що в епоху «великого переселення народів» (V—VII століття н. е.), яка почалась із кінцем панування Риму в Європі, переселилися з Північної Німеччини (сьогоднішній район Шлезвіг-Гольштейну та нижньої Ельби) на Британські острови
Раніше помилково вважалося, що внесок прибульців з континенту порівняно з місцевим населенням незначний і що англосакси Британії — це германізоване кельтське населення. Посилалися при цьому на наявність там, як тоді вважалося, "кельтської" Y-гаплогрупи R1b. Однак правда полягає в тому, що Y-гаплогрупа R1b-U106 (відома також як R-S21) на рівні з I1 зустрічається в Скандинавії бронзового віку та в усіх пізніших чисто германських культурах, отже вона є чисто германським різновидом гаплогрупи R1b. Серед усіх германських країн кельтський різновид R1b було виявлено лише у Норвегії. 
Простіше кажучи R1b не є лише кельтською гаплогрупою. Окрім кельтського, існує ще принаймні германський різновид. Населення з гаплогрупою R-L21 було витіснено населенням з гаплогрупою R-S21 з території Британії на територію Уельс і Бретань. Отже інформація про те що нібито південні німці та англійці це германізовані кельти не відповідає дійсності. Вони є нащадками саме германських племен.
Після колонізації островів виникло кілька королівств, які поступово злилися в сім найбільших: Мерсію, Нортумбрію, Сх. Англію, Кент, Сассекс, Вессекс, Ессекс. Час існування цих держав має назву Гептархія. Спершу серед королівств домінувала Нортумбрія, потім Ессекс. На початку IX століття виникло об'єднання на чолі з Ессексом.
Англосакси були навернені до християнства в результаті місіонерської діяльності Святого Августина Кентерберійського.
Вторгнення норманів (вікінгів) 1066 року поклало кінець династіям англосаксонських князівств. Вони всі тепер були підкорені норманам.
Топоніми, що залишилися з тієї пори (Ессекс, Суссекс, Вессекс та Мідлсекс) є скороченням від назви цих германських племен: East-Saxon (нім. Ost-Sachsen), South-Saxon (нім. Süd-Sachsen), West-Saxon (нім. West-Sachsen) та Middle-Saxon (нім. Mitlere-Sachsen).
У наш час під назвою «англосакси» розширено розуміють усіх автохтонних жителів Англії, а також переносять поняття і на англомовне протестантське біле населення Північної Америки.
Російська державна та суспільна пропаганда «англосаксами» називає народи США та Великої Британії, що нібито «тисячоліттями намагаються знищити Росію».